# Élections municipales de 2001 à Besançon
Pour un article plus général, voir Élections municipales de 2001 dans le Doubs.
Les élections municipales ont eu lieu les 11 et 18 mars 2001 à Besançon.

## Mode de scrutin
Le mode de scrutin à Besançon est celui des villes de plus de 1 000 habitants : la liste arrivée en tête obtient la moitié des 55 sièges du conseil municipal. Le reste est réparti à la proportionnelle entre toutes les listes ayant obtenu au moins 5 % des suffrages exprimés. Un deuxième tour est organisé si aucune liste n'atteint la majorité absolue et au moins 25 % des inscrits au premier tour. Seules les listes ayant obtenu aux moins 10 % des suffrages exprimés peuvent s'y présenter. Les listes ayant obtenu au moins 5 % des suffrages exprimés peuvent fusionner avec une liste présente au second tour.

## Résultats
- Maire sortant : Robert Schwint (PS)
- 55 sièges à pourvoir au conseil municipal (population légale 1999 : 117 733 habitants)

| Tête de liste                                       | Tête de liste           | Liste          | Premier tour | Premier tour | Second tour | Second tour | Sièges |  |
| Tête de liste                                       | Tête de liste           | Liste          | Voix         | %            | Voix        | %           | CM     |  |
| --------------------------------------------------- | ----------------------- | -------------- | ------------ | ------------ | ----------- | ----------- | ------ |  |
|                                                     | Jean-Louis Fousseret    | PS             | 10 119       | 31,71        | 18 330      | 55,30       | 43     |  |
|                                                     | Éric Alauzet            | Les Verts      | 5 121        | 16,01        | 18 330      | 55,30       | 43     |  |
|                                                     | Jean Rosselot           | RPR            | 6 137        | 19,23        | 14 816      | 44,70       | 12     |  |
|                                                     | Nicole Weinman          | DL             | 3 564        | 11,17        | 14 816      | 44,70       | 12     |  |
|                                                     | Sophie Montel           | FN             | 2 319        | 7,27         |             |             |        |  |
|                                                     | Jean-Philippe Allenbach | Rég.           | 1 303        | 4,08         |             |             |        |  |
|                                                     | Jacques Vuillemin       | DVG            | 1 274        | 3,99         |             |             |        |  |
|                                                     | Marie-France Roche      | LO             | 1 223        | 3,83         |             |             |        |  |
|                                                     | Agnès Belin             | MNR            | 849          | 2,66         |             |             |        |  |
|                                                     |                         |                |              |              |             |             |        |  |
| Inscrits                                            | Inscrits                | Inscrits       | 60 975       | 100,00       | 60 975      | 100,00      |        |  |
| Abstentions                                         | Abstentions             | Abstentions    | 27 784       | 45,57        | 25 857      | 42,41       |        |  |
| Votants                                             | Votants                 | Votants        | 33 191       | 54,43        | 35 118      | 57,59       |        |  |
| Blancs et nuls                                      | Blancs et nuls          | Blancs et nuls | 1 282        | 3,86         | 1 972       | 5,62        |        |  |
| Exprimés                                            | Exprimés                | Exprimés       | 31 909       | 96,14        | 33 146      | 94,38       |        |  |
| Robert Schwint, maire sortant, ne se représente pas |                         |                |              |              |             |             |        |  |

## Élus
La majorité  dispose de 43 élus (22 du PS, 9 des Verts, 6 de la société civile, 3 du PC, 2 de la Gauche Alternative et Écologiste et 1 de l'Alternative Rouge et Verte).
L'opposition est composée de 12 élus (7 de l'UMP, 4 de l'UDF, 1 du MPF).

### Le maire
- Jean-Louis Fousseret (PS)

### Les 17 adjoints
- Françoise Fellmann (PS) - Coordination des élus, des actions petite enfance, éducation et affaires sociales...
- Vincent Fuster (PS) - Coordination économique et emploi
- Jacques Mariot (sté civile) - Commerce, artisanat, tourisme
- Marie-Marguerite Dufay (PS) - Action Sociale
- Michel Roignot (PS) - Culture
- Martine Bultot (Gauche Alternative et Écologiste) - Hygiène-Santé
- Michel Loyat (PS) - Urbanisme
- Yves-Michel Dahoui (PS) - Ressources Humaines, Administration Générale, Affaires Juridiques
- Christophe Lime (PC) - Domaine et politique de gestion du patrimoine
- Denis Baud (PS) - Politique de la Ville
- Françoise Presse (Les Verts) - Démocratie participative, citoyenneté
- Jacqueline Panier (PS) - Relations extérieures, relations publiques
- Bruno Medjaldi (PS) - Vie associative
- Éric Alauzet (Les Verts) - Environnement
- Patrick Bontemps (PS) - Sports
- Jean-Claude Roy (PS) - Voirie-Circulation
- Didier Gendraud (Les Verts) - Université, Enseignement Supérieur, Recherche

### Les 24 conseillers municipaux délégués
- 9 élus du PS : Paulette Guinchard-Kunstler, Jean-Claude Chevailler, Emmanuel Dumont, Danièle Tetu, Frank Monneur, Rosine Chavin-Simonot, Nicole Dahan, Abdel Ghezali, Béatrice Falcinella ;
- 6 élus des Verts : Benoit Cypriani, Catherine Ballot, Annaïck Chauvet, Corinne Tissier, Patrick Bourque, Sébastien Maire ;
- 2 élus du PCF : Annie Menetrier, Jocelyne Girol ;
- 1 élue de la Gauche Alternative et Écologiste : Marie-Odile Crabbe-Diawara
- 1 élu de l'AREV: Teddy Beneteau De Laprairie
- 5 élus de la société civile: Joëlle Schirrer; Jean-Jacques Demonet; Lucille Lamy; Danièle Poissenot; Sylvie Jeannin.

### Les 13 conseillers municipaux
- 1 élue du PS : Martine Jeannin
- 7 élus de l'UMP : Jean Rosselot, Catherine Puget, Bernard Lambert, Françoise Branget, Jean-Paul Renoud-Grappin, Pascal Bonnet, Loïc Laborie ;
- 4 élus de UDF : Martine Ropers, Catherine Comte-Deleuze, Nicole Weinman, Michel Josse ;
- 1 élue du MPF : Claire Casenove.